# Ruud Stokvis
Rudolf (Ruud) Stokvis (Amsterdam, 24 april 1943) is een voormalige Nederlandse roeier. Hij vertegenwoordigde Nederland tweemaal op Europese Kampioenschappen, eenmaal op Wereld Kampioenschappen en tweemaal op de Olympische Spelen en won hierbij in totaal twee medailles.

## Carrière
Op de Europese Kampioenschappen in 1964 in Amsterdam en in 1967 in Vichy nam hij deel in de acht.
Op het Wereldkampioenschap in Bled won hij brons in de vier zonder stuurman.
Op de Olympische Spelen in Mexico-Stad maakte hij op 25-jarige leeftijd zijn olympisch debuut op het onderdeel twee zonder stuurman. De roeiwedstrijden vonden plaats op Virgilio Uribe roei- en kanobaan van Xochimilco. Met een tijd van 6.58,70 moest hij samen zijn roeipartner Roel Luijnenburg genoegen nemen met een zesde plaats. Vier jaar later op de Olympische Spelen van München nam hij opnieuw met Luynenburg deel aan de twee zonder stuurman. Ditmaal ging het, het Nederlandse tweetal beter af. Via de eliminaties (7.26,80), de herkansing (7.38,51) en de halve finale (7.41,86) plaatste het Nederlandse duo ze zich voor de finale. Daar veroverden ze een bronzen medaille. Met een tijd van 6.58,70 eindigde ze achter de roeiploegen van Oost-Duitsland (goud; 6.53,16) en Zwitserland (zilver; 6.57,06).
Stokvis studeerde sociologie en was aangesloten bij studentenroeivereniging ASR Nereus in Amsterdam. Hij werd doctor, onderzoeker aan de Amsterdam School for Social science Research en universitair docent sociologie aan de Universiteit van Amsterdam. Ook schreef hij verschillende boeken over sport en sociologie. Hij is nog steeds als coach verbonden aan de ASR Nereus.

## Boeken
- 125 jaar Koninklĳke Nederlandsche Studenten Roeibond (2008, ISBN 9789090228532)
- Fitter, harder & mooier : de onweerstaanbare opkomst van de fitnesscultuur (Amsterdam/Antwerpen, 2008, ISBN 9789029565912)
- Concurrentie en beschaving : ondernemingen en het commercieel beschavingsproces (Amsterdam, 1999, ISBN 9053524614)
- Sport, publiek en de media (Amsterdam, 2003, ISBN 9052600465)
- De sportwereld : een sociologische inleiding (Alphen aan den Rijn/Brussel, 1989, ISBN 9014038674)
- Ondernemers en industriële verhoudingen : een onderneming in regionaal verband (1945-1985) (Assen, ISBN 9023224760)
- Strijd over sport : organisatorische en ideologische ontwikkelingen (Deventer, 1979, ISBN 9060015681)

## Palmares

### Roeien (twee zonder stuurman)
- 1968: 6e OS in Mexico-Stad - 6.58,70
- 1972:  OS in München - 7.15,51

### Roeien (vier zonder stuurman)
- 1966:  WK in Bled - 6.20,33